# Trowunna Wildlife Park

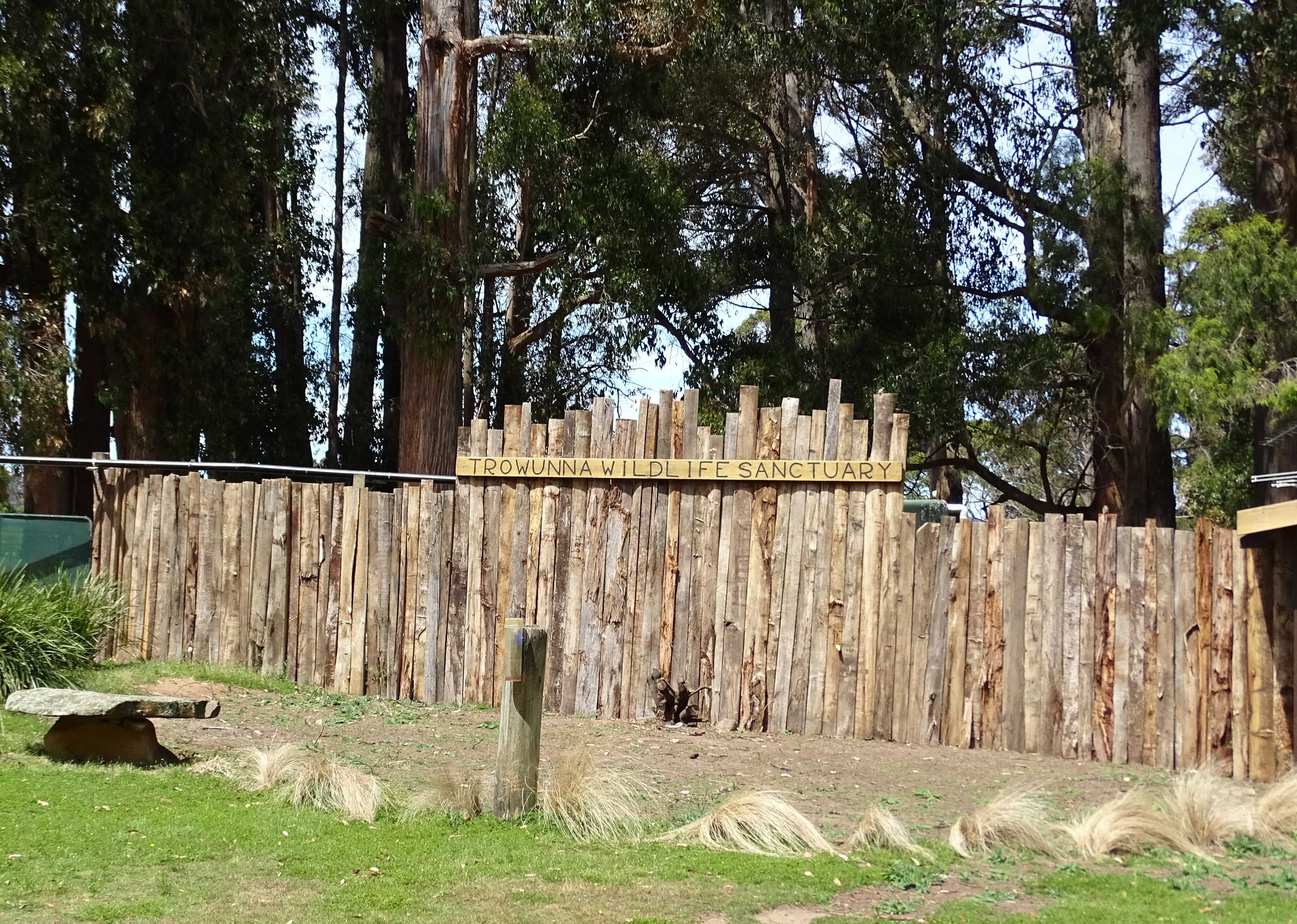
Vor dem Eingang zum Park

Der Trowunna Wildlife Park, auch Trowunna Wildlife Sanctuary (oder kurz Trowunna), ist ein Wildpark und Tierschutzgebiet im Norden des australischen Bundesstaates Tasmanien, bekannt durch die Zucht des bedrohten Beutelteufels, auch bekannt als Tasmanischer Teufel (Sarcophilus harrisii).

## Lage
Der Trowunna Wildlife Park liegt westlich der Stadt Launceston und nur wenige Kilometer von der Gemeinde Mole Creek entfernt. Er befindet sich im Privatbesitz, besteht seit etwa 1979 und nimmt eine Fläche von über 26 Hektar ein.

## Tätigkeit und Aufgaben
Im Trowunna Wildlife Park lebt eine große Auswahl an Beuteltieren, Vögeln und Reptilien; das primäre Ziel ist der Schutz dieser Wildtiere und der tasmanischen Flora und Fauna insgesamt. Im Wildpark werden hauptsächlich endemische, d. h. vor allem in Tasmanien einheimische Tierarten gehalten. Unter den etwa 40 Arten befinden sich unter anderem Riesenbeutelmarder (Dasyurus maculatus), Tüpfelbeutelmarder (Dasyurus viverrinus), Nacktnasenwombat (Vombatus ursinus), Rotnackenwallaby (Macropus rufogriseus), Ringbeutler (Pseudocheiridae), Kusus (Trichosurus), Tasmanischer Langnasenbeutler (Perameles gunnii), Filander (Thylogale), Kurzschnabeligel (Tachyglossus aculeatus), Östliches Graues Riesenkänguru (Macropus giganteus), Gewöhnliche Tigerotter (Notechis scutatus), Hühnergans (Cereopsis novaehollandiae), Keilschwanzadler (Aquila audax), Lachender Hans (Dacelo novaeguineae) usw.; viele dieser Arten sind selten geworden oder gelten sogar als bedroht. Für die meisten wurden Schutz- bzw. Zuchtprogramme entworfen, und soweit die Prognosen positiv ausfallen, werden sie für eine behutsame Auswilderung vorbereitet und freigegeben.

### Rettungsprogramm Tasmanischer Teufel

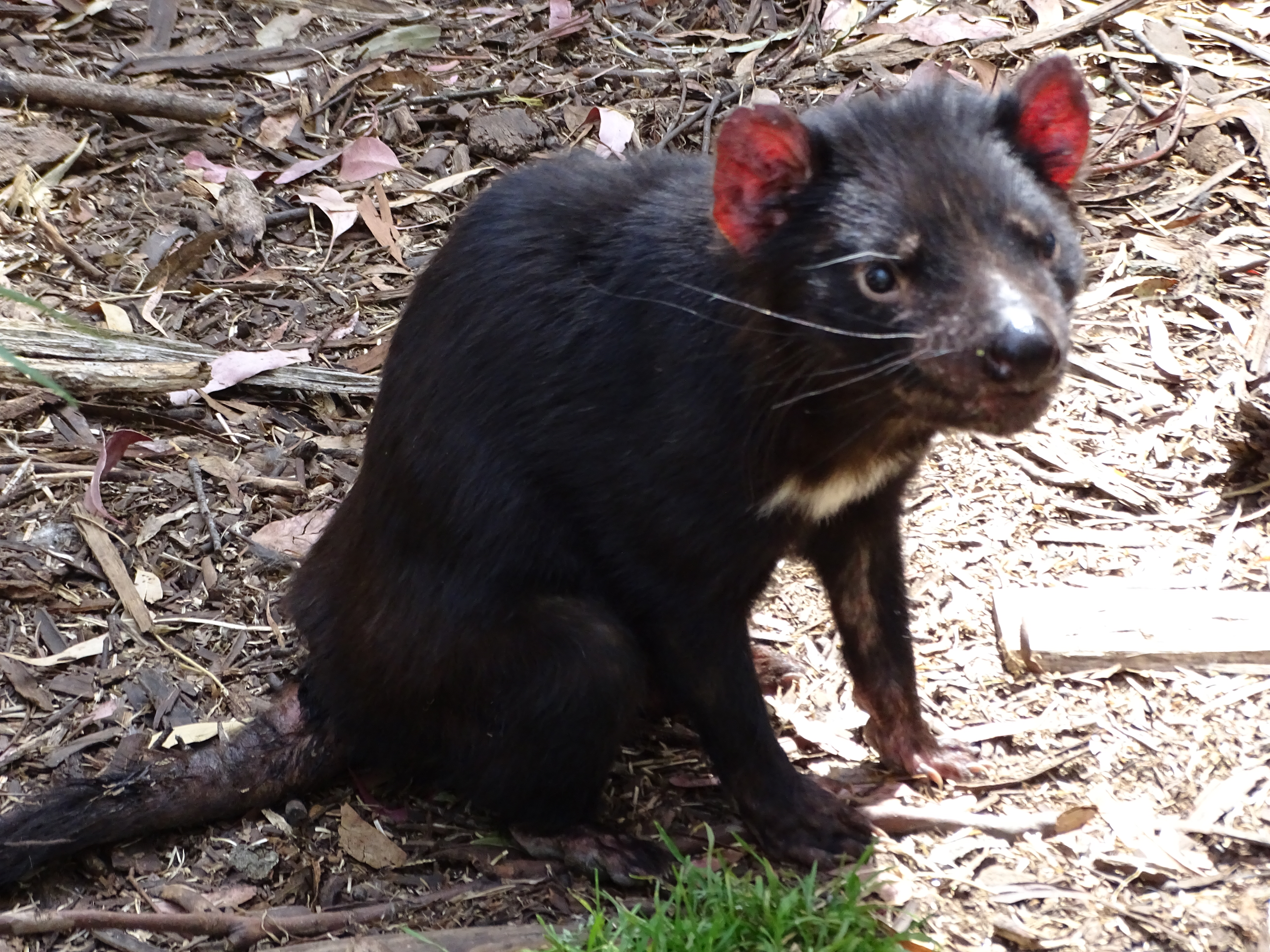
Der Tasmanische Teufel

Den Schwerpunkt der Arbeit bildet die Erhaltung des Beutelteufels (Sarcophilus harrisii). Fast ausgerottet, steht er seit 1941 unter Schutz; seit dem Ende des 20. Jahrhunderts ist er allerdings durch Devil Facial Tumour Disease (DFTD), eine Art Gesichtskrebserkrankung, stark bedroht und in der freien Wildbahn dezimiert.
2005 initiierte die australische Regierung (Ministerium für Umwelt, Parks und Kulturerbe) zusammen mit der tasmanischen Regierung das Programm zur Rettung des Tasmanischen Teufels, Save the Tasmanian Devil Program (STDP). Dem STDP-Programm ist es zu verdanken, dass seit 2005 der Bestand der in menschlicher Obhut lebenden Exemplare (captive population) ausgebaut wurde. Das Konzept der captive population wurde bei einem Workshop in Hobart 2008 detailliert ausgearbeitet. Auf Anregung der Captive Breeding Specialist Group (CBSG) sowie der Zoo and Aquarium Association (ZAA) wurde beschlossen, dass das Rettungsprogramm effektiv über 500 gesunde Exemplare verfügen müsste (diese Zahl wurde im Mai 2013 erreicht,) um die Integrität der Art für die nächsten Jahre gewährleisten zu können. Um Risiken der Ansteckung mit Devil Facial Tumour Disease auszugleichen, müssten es dann 1500 Exemplare sein.
Trowunna Park nimmt in diesem Programm einen wichtigen Platz ein und gehört zu den erfolgreichsten Einrichtungen dieser Art. Das Zuchtprogramm des Tasmanischen Teufels, das in Trowunna Park seit 1985 praktiziert wird und annähernd 16 Generationen des Beutelteufels umfasst, ist das einzige, das an allen drei bisherigen Aussiedlungsaktionen (Maria Island, Peninsula Devil Conservation Project und Wild Devil Recovery in Narawntapu) beteiligt war. Kurse und Support für Tiergärten und ähnliche Stellen werden in Trowunna ebenfalls angeboten.

### Rettungsprogramm Beutelmarder und andere

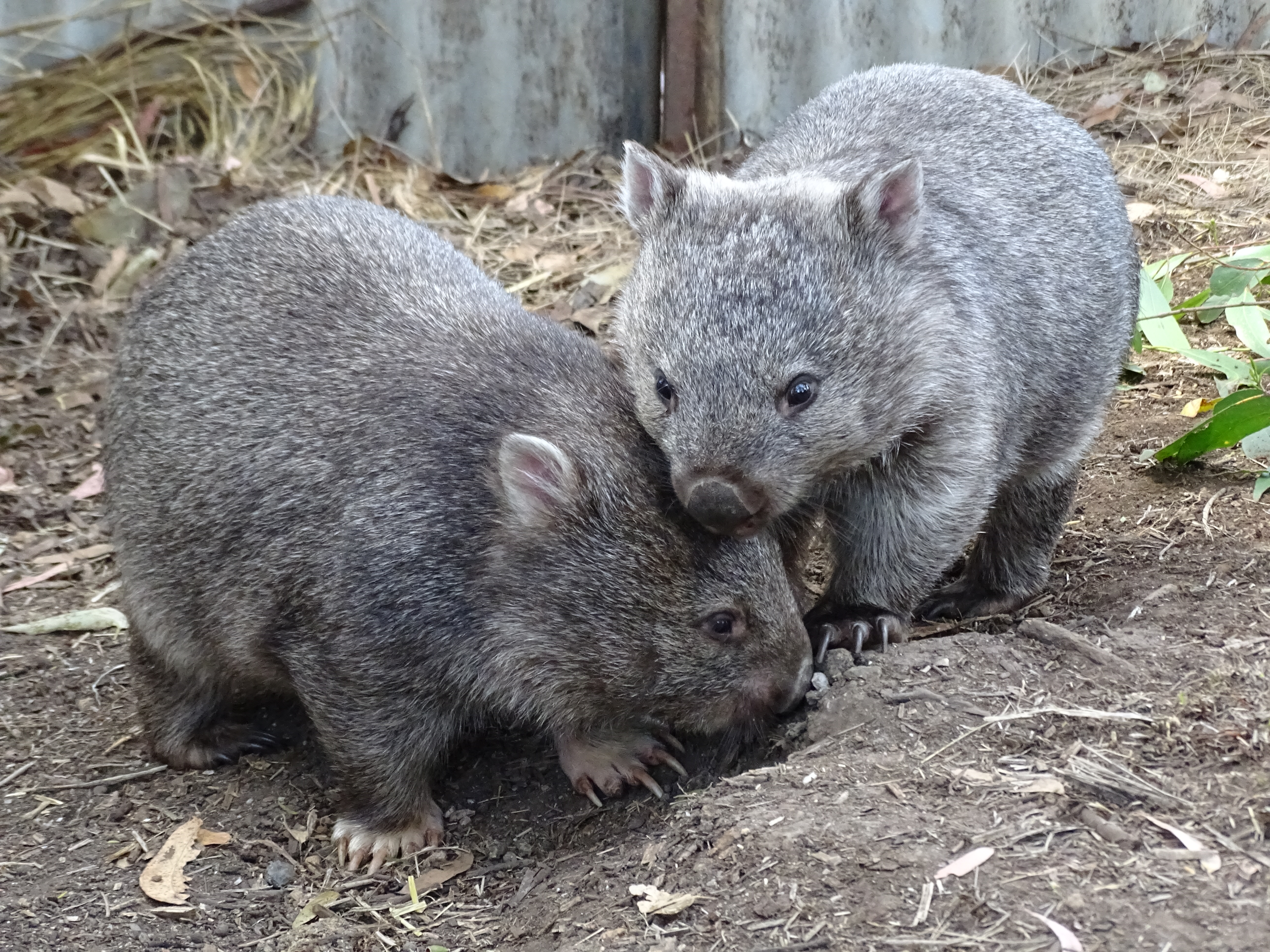
Wombats

Die Aufmerksamkeit gilt ebenfalls anderen bedrohten Tierarten, darunter zwei Vertretern der Beutelmarder, auch Quolls genannt (Dasyurus): dem Riesenbeutelmarder (Dasyurus maculatus) und dem Tüpfelbeutelmarder (Dasyurus viverrinus). Im März 2018 wurden im Booderee-Nationalpark im Süden Australiens (New South Wales) 40 Exemplare des Tüpfelbeutelmarders ausgesiedelt, der durch die Weltnaturschutzunion ebenfalls als stark gefährdet eingestuft wird. Die Tiere wurden aus dem Trowunna Wildlife Park und dem Devils at Cradle Wildlife Park (in Cradle Mountain, unweit des Trowunna Parks) eingeflogen. Weitere je 40 Tiere sollen 2019 und 2020 folgen.
Daneben laufen im Trowuna Wildlife Park auch Zuchtprogramme für Nacktnasenwombat, Rotnackenwallaby, Kusus, Ringbeutler und einige Greifvögel.
Im Frühjahr 2016 wurde der Trowunna Park für sein Engagement und seine Zuchterfolge sowie Auswilderungsaktionen auf der Jahreskonferenz der Zoo Aquarium Association (ZAA) in Perth lobend in einer Kurzerklärung der tasmanischen Regierung erwähnt.

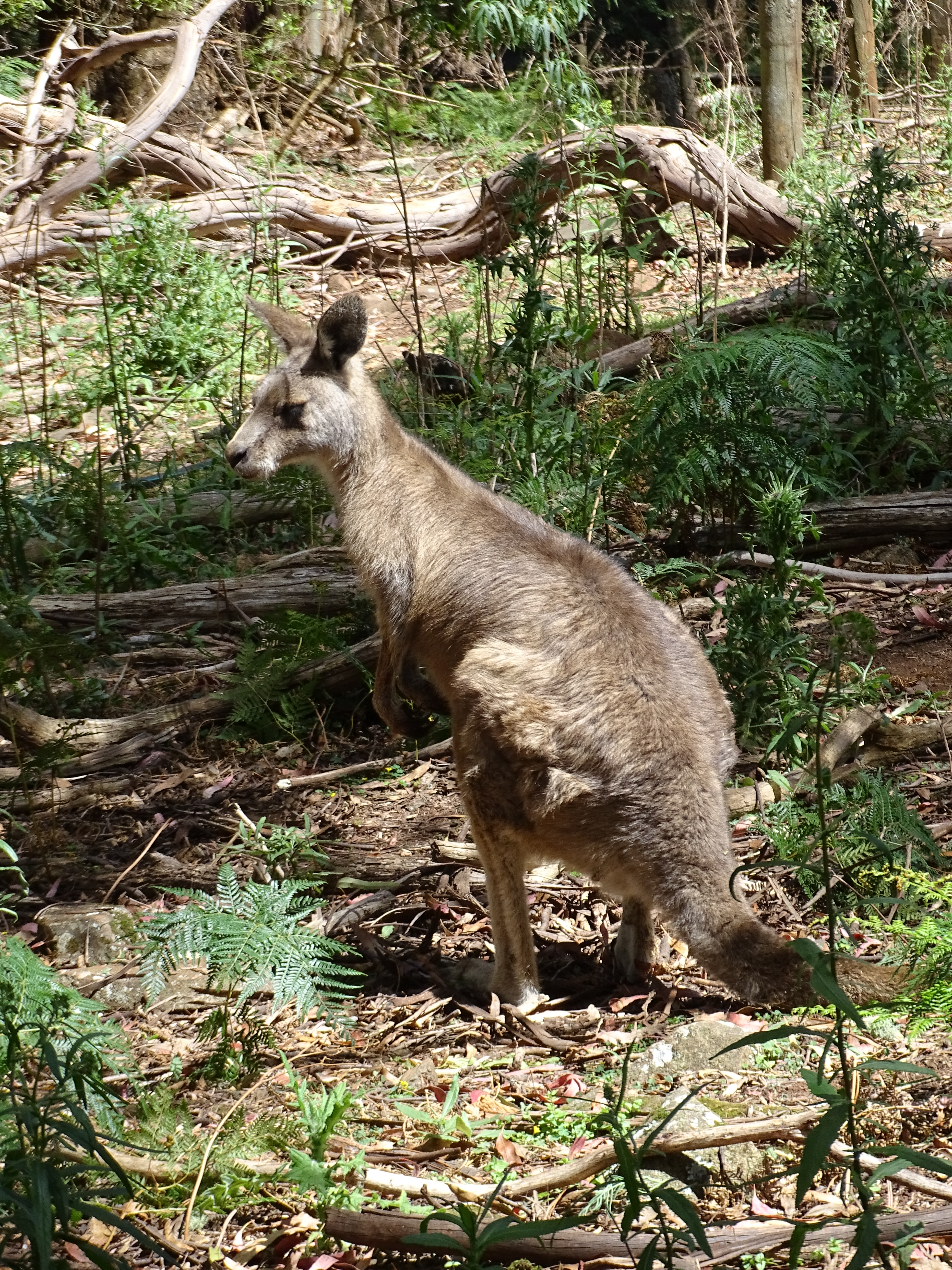
Östliches Graues Riesenkänguru
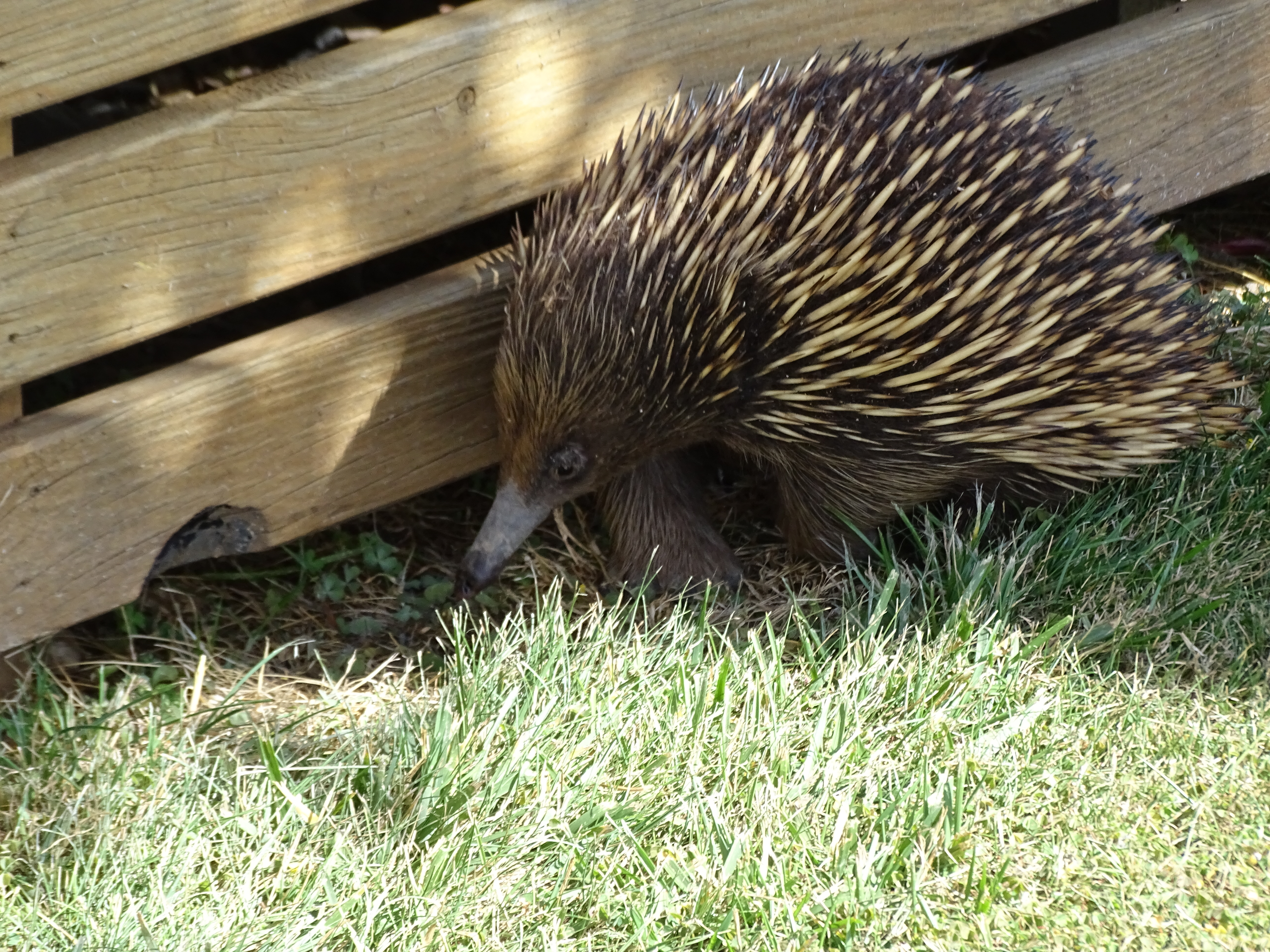
Kurzschnabeligel
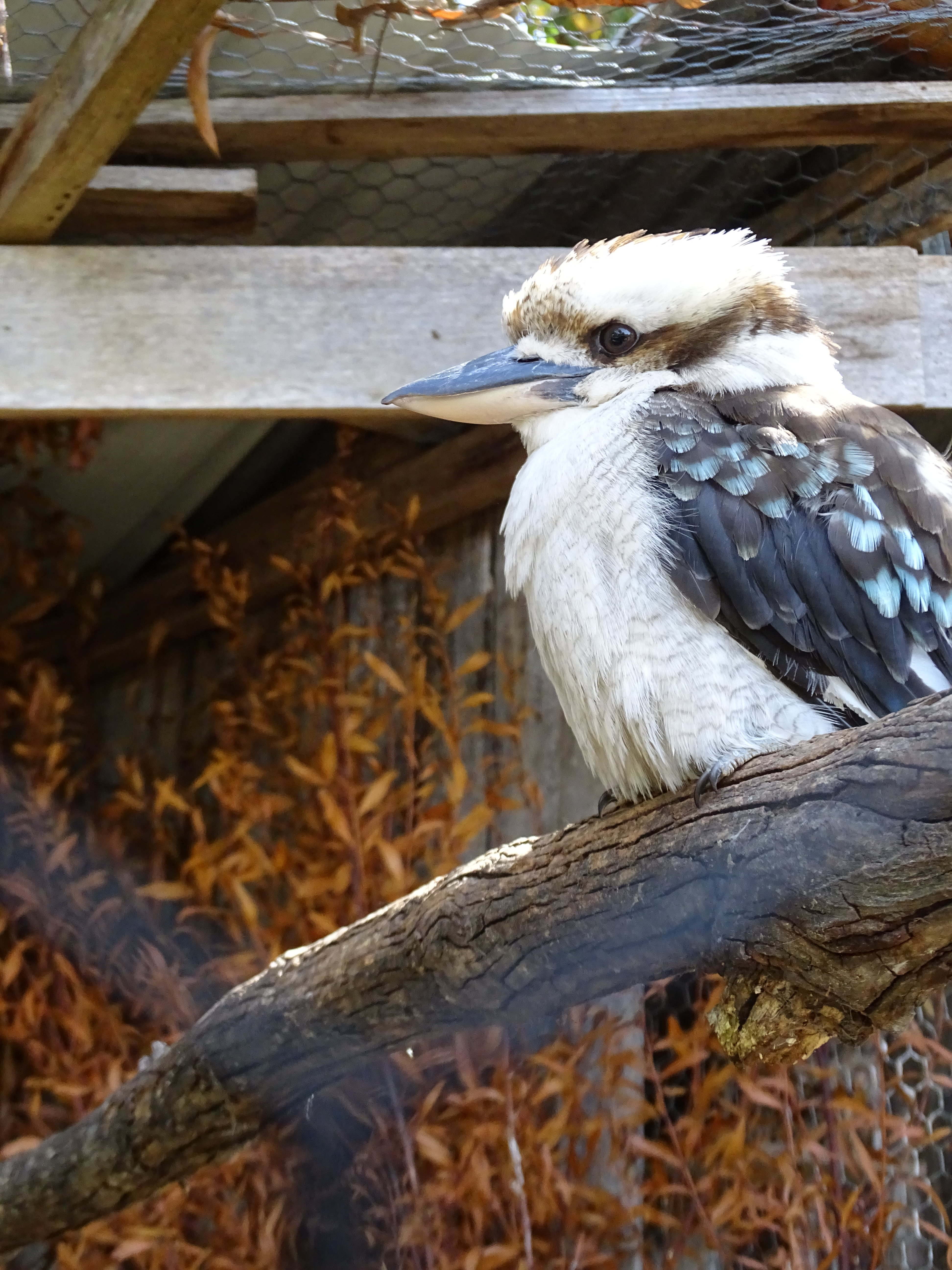
Lachender Hans (Kookaburra)
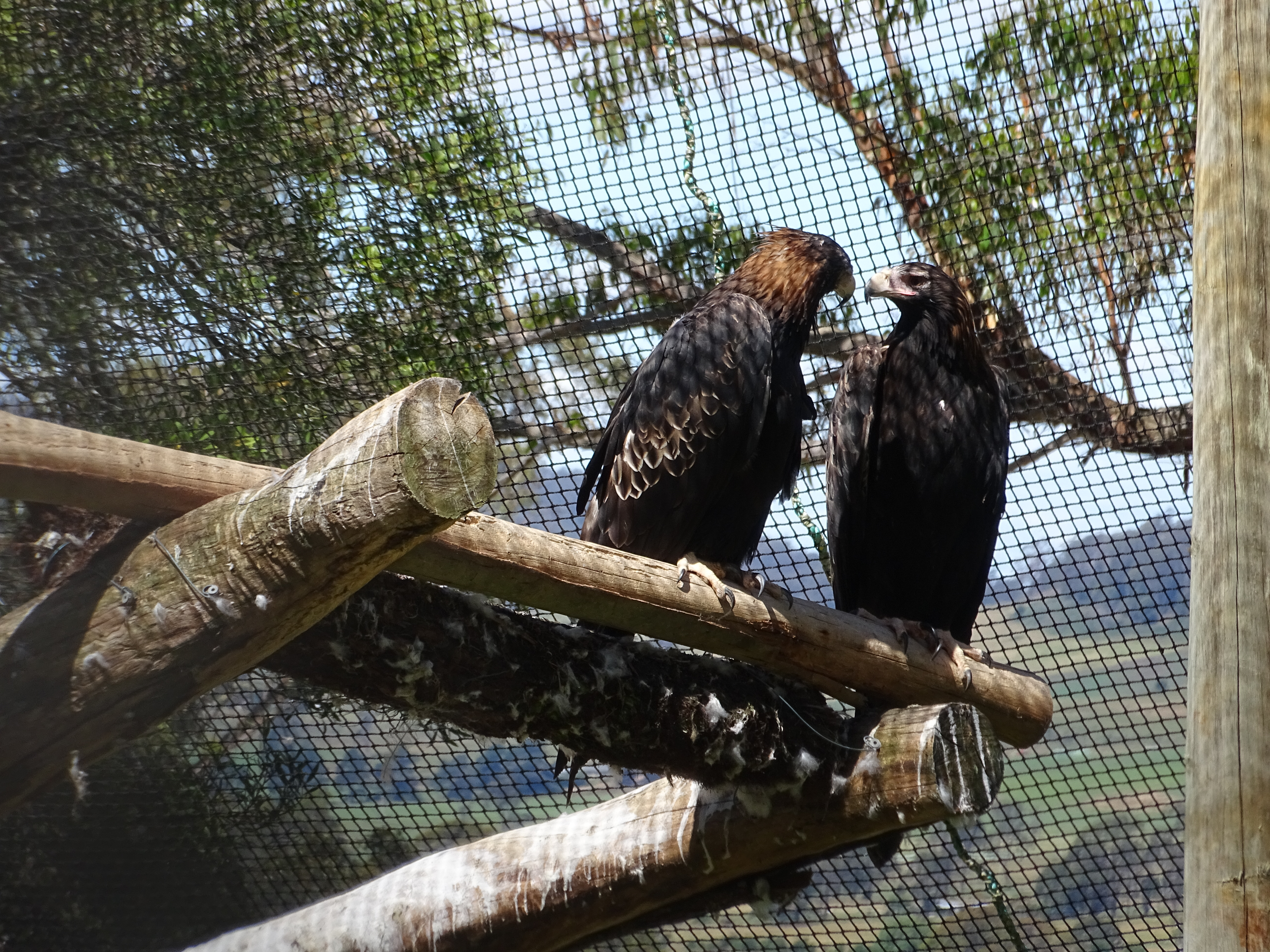
Keilschwanzadler
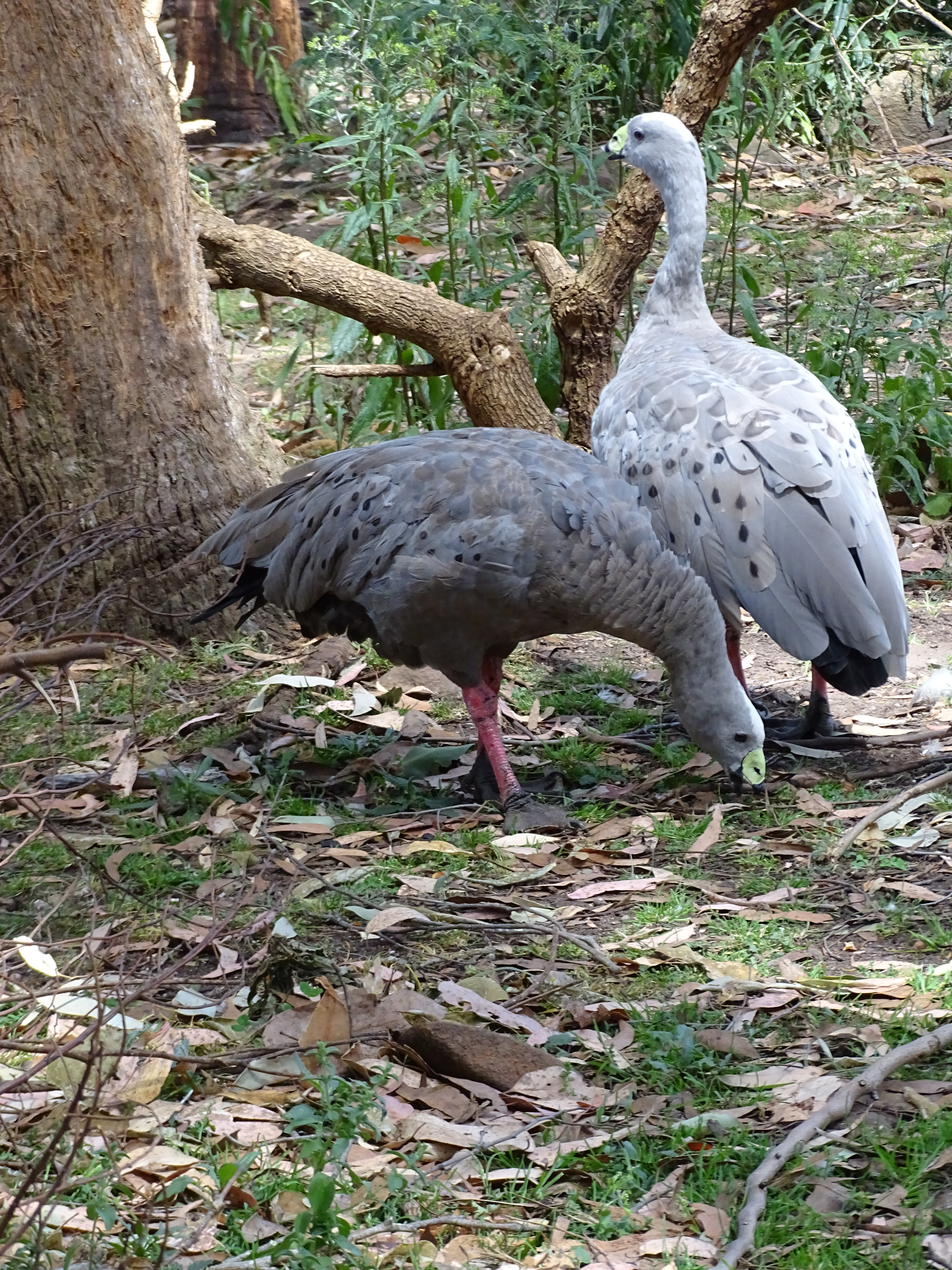
Hühnergans